# Louis Jean Nicolas Lejoille
Louis Jean Nicolas Lejoille (Saint-Valery-sur-Somme, 11 novembre 1759 – Brindisi, 9 aprile 1799) è stato un militare e marinaio francese, entrato in marina giovanissimo come mozzo su una nave mercantile. Prese parte come ufficiale ausiliario alla guerra d'indipendenza americana, imbarcato sulla nave ausiliaria Degranbourg, distinguendosi nella battaglia di Porto Praya (16 aprile 1781). Al termine delle ostilità ritornò all'attività commerciale, ma nel 1793 fu richiamato in servizio attivo a Brest, posto al comando della corvetta Celeste. Si distinse subito catturando il brick inglese da 18 cannoni Shout durante il viaggio di trasferimento della corvetta a Tolone. Assunto il comando della fregata Alceste, l'8 marzo 1795 impegnò combattimento contro il superiore vascello inglese Berwick da 64 cannoni, catturandolo dopo un breve combattimento. Nel 1798, con l'inizio della Spedizione in Egitto del generale Napoleone Bonaparte assunse il comando del vascello Généreux, assegnato alla divisione d'avanguardia della flotta del viceammiraglio François-Paul Brueys D'Aigalliers. Combatte nella battaglia del Nilo, riuscendo quasi a catturare il vascello inglese da 74 cannoni Bellerophon, e poi a lasciare senza danni la rada di Abukir. Durante il viaggio di ritorno a Corfù, il 18 agosto 1798 impegno combattimento contro il vascello inglese da 54 cannoni Leander catturandolo. Si distinse successivamente nella fasi dell'assedio di Corfù (1798-1799), dove perse la vita. Viene considerato dagli storici francesi come uno dei più capaci comandanti della flotta francese dell'epoca.

## Biografia
Nacque a Saint-Valery-sur-Somme l’11 novembre 1759, all’interno di una famiglia di grandi tradizioni marinare. Suo padre era capitano di una nave, ed egli, all’età di 7 anni, si imbarcò come mozzo sul brigantino Elizabeth, comandato dal genitore per andare a Marsiglia.
Dopo qualche viaggio nel Mediterraneo, sbarcò per effettuare gli studi presso un collegio ad Abbeville e poi ad Amiens e poi, nel 1776 si imbarcò come apprendista timoniere sulla fluyt La Tamponne, iniziando lunghi viaggi di natura commerciale nelle Antille e negli Stati Uniti d'America. A partire dal 1780 si imbarcò come ufficiale ausiliario sul mercantile Degranbourg, al comando del padre, noleggiato dalla Corona come nave ausiliaria assegnata alla squadra navale dell'ammiraglio Pierre André de Suffren de Saint Tropez. Partito con la nave da Brest al seguito della flotta nel marzo 1781, durante il corso della guerra d'indipendenza americana egli prese parte alla battaglia di Porto Praya (16 aprile 1781), contro la squadra inglese del commodoro George Johnstone. All'arrivo della squadra francese al capo di Buona Speranza suo padre venne spedito in Francia per riferire la notizia del combattimento di Porto Praya, ed egli assunse il comando del Degranbourg.
Nel 1782 fu nominato sottotenente di fregata e, nel 1783, dopo la firma del trattato di pace ritornò a prestare servizio nella marina mercantile. Prestò poi servizio su diverse mercantili anche dopo lo scoppio della rivoluzione francese. Il 16 agosto 1792 si sposò a Bazinval (Normandia) con la signorina Julie Cécile Le Baron (1772-1851).

### Le guerre navali della Rivoluzione
IL 6 maggio 1793 fu nominato tenente di vascello presso l'Ammiragliato di Brest, e subito dopo fu inviato a Le Havre per assumere il comando della corvetta Le Celeste, con l'ordine di trasferirla a Tolone. Durante il viaggio ingaggio combattimento con il brick inglese Shout da 18 cannoni, catturandolo. Arrivato a Tolone fu assegnato al vascello da 74 cannoni Tonnant, a bordo del quale, il 4 giugno 1794, presa parte alla cattura della fregata inglese Alcest di cui poi fu nominato comandante per i meriti dimostrati durante il combattimento.
Nel marzo 1795 la sua nave era seegnata in servizio presso la squadra del contrammiraglio Pierre Martin, ed egli si distinse per coraggio ed abilità. L'8 marzo dello stesso anno ingaggiò combattimento nel golfo di San Fiorenzo, al largo delle coste della Corsica, con il vascello inglese da 64 cannoni Berwick. Il preciso fuoco francese colpì il Berwick a poppa uccidendo il suo comandante, il captain Adam Littlejohn, e quando, in soccorso della Alceste arrivarono anche le fregate Vestale e Duquesne, la nave inglese venne costretta ad arrendersi. 
Il rappresentante del popolo presso l'armata navale del Mediterraneo Étienne François Le Tourneur, che si trovava in missione a bordo della nave ammiraglia, lo promosse subito asl grado di capitano di vascello, decisione che fu poi ratificata dal Direttorio.
Il Berwick era rimasto gravemente danneggiato ma riuscì a raggiungere Livorno e fu poi incorporato nella flotta francese. Rimasto seriamente ferito alla gamba ed al braccio destro, egli venne trasferito sulla nave ammiraglia e poi sbarcato a Genova per completare la convalescenza, che durò otto mesi. Il Direttorio lo elevò al rango di commodoro e una volta rientrato in servizio venne mandato a Venezia per sorvegliare i lavori di riequipaggiamemto della navi della flotta veneziana appena catturate, e poi a Corfù per assumere il comando del vascello da 74 cannoni Généreux, assegnato alla squadra navale del viceammiraglio François-Paul Brueys D'Aigalliers che trasportava il corpo di spedizione del generale Napoleone Bonaparte, diretto alla conquista dell'Egitto. Il Généreux fu assegnato alla divisione d'avanguardia, al comando del contrammiraglio Pierre Charles Silvestre de Villeneuve.

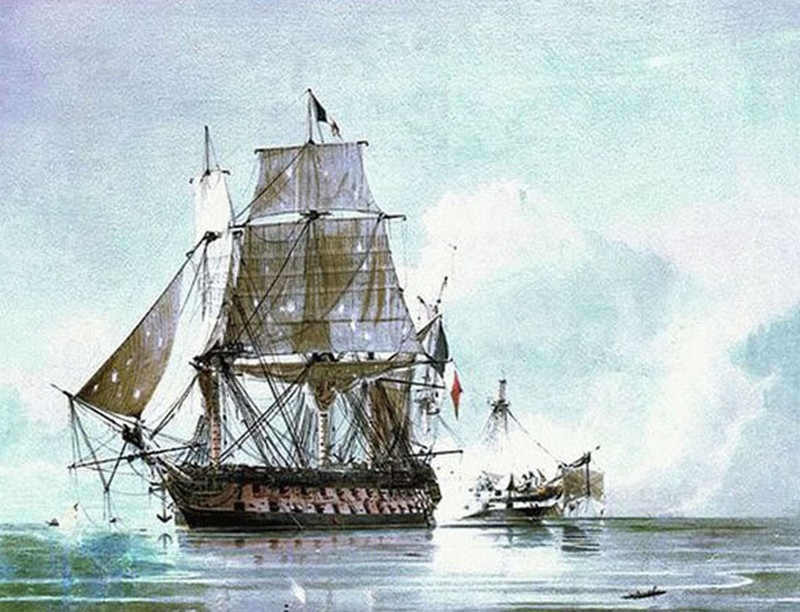
Il combattimento tra il vascello inglese Leander e quello francese Généreux, avvenuto il 18 agosto 1798, ritratto in un quadro di C. H. Seaforth.

Durante la battaglia del Nilo il Généreux impegnò combattimento contro il vascello da 74 cannoni Bellerophon riducendolo a mal partito. La nave inglese stava per arrendersi quando fu salvata dall'arrivo di altri vascelli inglesi. Visto l'esito negativo della battaglia, la divisione d'avanguardia - formata da vascello Guillaume Tell, dal Généreux e dalle fregate Diane e Justice - salpò per Corfù. Durante il viaggio il Généreux perse di vista il resto della formazione francese e il 18 agosto 1798, vicino all'isola di Creta,  incontrò il vascello inglese da 54 cannoni Leander che stava trasportando a Gibilterra la notizia della grande vittoria inglese, catturandolo dopo cinque ore di combattimento. In seguito gli ufficiali britannici vennero rilasciati sulla parola a Trieste e il comandante della nave britannica, capitano Edward Berry, rimasto gravemente ferito, venne assistito anche durante il periodo di convalescenza.
Durante l'assedio di Corfù (1798-1799) comandò il Généreux durante le operazioni di assistenza alle truppe del generale Chabot. Alla testa di un distaccamento di marinai si distinse nel corso di un'operazione tesa a scacciare le forze turco-albanesi che occupavano una posizione che impediva le comunicazioni tra il forte di Butrinto e Corfù. Quando la flotta turco-russa al comando dell'ammiraglio Fëdor Fëdorovič Ušakov prese posizione davanti a Corfù, egli assunse il comando delle forze navali francesi ivi presenti, che erano composta dal vascello Généreux, da una corvetta, un brigantino, una bombarda e quattro galeazze. Man mano che la situazione a Corfù diventava più critica, egli decise di pianificare un'operazione navale di soccorso. Salpò con Généreux e il brigantino Rivoli per Ancona, dove una volta giunto prese a bordo una forza di 1.000 uomini, insieme a munizioni e viveri, salpando un mese dopo con il Généreux e quattro trasporti, per raggiungere nuovamente Corfù.
In attesa di effettuare una ricognizione per verificare la situazione dell'isola, egli decise di ormeggiare le sue navi nel porto di Brindisi, allora in mano alle forze sanfediste del cardinale Fabrizio Ruffo. Per fare ciò, decise di passare oltre il forte che difendeva il canale di ingresso senza sparare e attaccarlo da dietro. A causa di un errore di navigazione, il Généreux si posizionò proprio sotto il forte, costringendolo ad accettare combattimento contro le batterie che lo difendevano. Durante il successivo scambio di colpi egli fu gravemente ferito da un proiettile a una coscia, decedendo poco dopo.
Il comando del Généreux fu assunto dal capitano Claude Touffet e il forte e la città di Brindisi si arresero dopo una battaglia di due ore. Il Généreux fu riparato e attese notizie da Corfù, che però aveva capitolato il 3 marzo 1799. Una volta ricevuto la notizia, il vascello salpò e ritornò ad Ancona. Uno sciabecco catturato vicino a Livorno nel marzo del 1799 fu chiamato Lejoille in suo onore. Su decisione del Primo Console alla sua vedova fu corrisposta una pensione di 600 franchi.

### Annotazioni
1. ↑  Il capitano di vascello Littlejohn fu decapitano da una palla di cannone sparata della Alceste.
2. ↑  Sul Leander viaggiava il comandante Bary, assistente di Lord Horatio Nelson, latore della lettera con cui l'ammiraglio inglese comunicava all'Ammiragliato la grande vittoria navale.

### Fonti
1. 1 2 3 4 5 6  Hennequin 1835, p. 289.
2. 1 2 3  Levot 1866, p. 300.
3. 1 2 3 4 5 6 7  Hennequin 1835, p. 290.
4. 1 2  Gazette nationale, ou le moniteur universel Vol.25, 1801, p. 261.
5. 1 2 3 4 5  Levot 1866, p. 301.
6. ↑  Lecomte 1836, p. 234.
7. 1 2 3 4 5  Hennequin 1835, p. 291.
8. ↑  Jurien de La Gravière 1853, p. 224.
9. 1 2  Hennequin 1835, p. 292.
10. ↑  Guérin 1857, p. 291.
11. ↑  Troude 1867, p. 143.
12. ↑  Troude 1867, p. 144.
13. 1 2 3  Hennequin 1835, p. 293.
14. 1 2  Hennequin 1835, p. 294.
15. ↑  Hennequin 1835, p. 295.
16. 1 2  Perri 2019, p. 185.
17. 1 2 3 4  Hennequin 1835, p. 296.
18. ↑  Jurien de La Gravière 1853, p. 315.
19. ↑  Guérin 1857, p. 177.
20. ↑  Levot 1866, p. 302.
21. ↑  Roche 2005, p. 277.